# Onthophagus pedester
Onthophagus pedester là một loài bọ cánh cứng trong họ Bọ hung (Scarabaeidae).